# Girardia glandulosa
Girardia glandulosa is een platworm (Platyhelminthes). De worm is tweeslachtig. De soort leeft in of nabij zoet water in Australië.
Het geslacht Girardia, waarin de platworm wordt geplaatst, wordt tot de familie Dugesiidae gerekend. De wetenschappelijke naam van de soort werd, als Euplanaria glandulosa voor het eerst geldig gepubliceerd in 1930 door Roman Kenk, als vervangende naam voor de ongeldig gepubliceerde naam Planaria striata Weiss, 1909 non Müller, 1776, nec Kelaart, 1858.